# فانتوم (پهپاد)
فانتوم (چینی: 精灵; پین‌یین: Jīng Líng) مجموعه ای از پرنده‌های بدون سرنشین (پهپاد) است که توسط شرکت فناوری چینی DJI توسعه یافته است.

## کاربردها
بخش‌های مختلفی از صنایع از این پرنده‌ها استفاده تجاری می کنند، از جمله روزنامه نگاری هوایی، تصویربرداری از طوفان‌ها، نقشه‌برداری سه بعدی منظره، حفاظت از طبیعت، کشاورزی، جستجو و نجات، بازرسی هواپیما، تعقیب گردباد، و اکتشاف حوضچه های گدازه. هواپیماهای بدون سرنشین علاوه بر کاربرد تجاری، در سرگرمی نیز کاربرد دارند. شرکت پخش فاکس از فانتوم ۲ ویژن+ برای تبلیغ ۲۴ در طول کامیک-کان سن دیگو اینترنشنال ۲۰۱۴ استفاده کرد.
دی‌جی‌آی فانتوم ظاهراً توسط داعش در سوریه و عراق مسلح شده است و برای هدایت صحنه نبرد، نقطه‌یابی برای توپخانه، هدایت خودروهای بمب‌گذاری شده و انجام بمباران هوایی با پرتاب نارنجک/خمپاره بر روی نیروهای دشمن استفاده می‌شود. اندازه کوچک و عملکرد چابک در حین پرواز، شناسایی و نابودی این پهپادها را بسیار دشوار می کند.

## همچنین ببینید
- دی‌جی‌آی ماویک